# Poimen

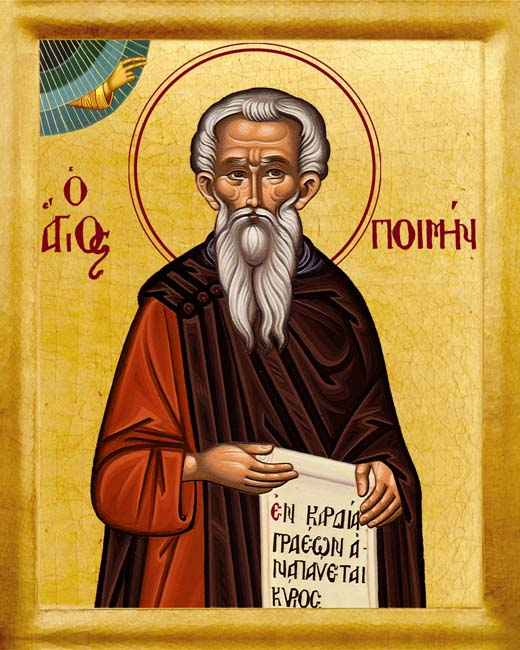
Ikone von Poimen

Poimen (auch Poimen der Große, Abba Poemen, altgriechisch Ὁ Ἅγιος Ποιμήν, * um 340 in Ägypten; † angeblich 450) zählt neben Antonios und Makarios zu den bekanntesten christlichen Mönchen der Spätantike. Er wird zu den so genannten Wüstenvätern gerechnet und gilt in allen orthodoxen Kirchen und in der katholischen Kirche als Heiliger.
Er hatte sechs Brüder, darunter die namentlich bekannten Anubios (der Älteste) und Paisios, mit denen er einem ägyptischen Kloster beitrat. Sie waren so streng der Askese ergeben, dass sie sich nicht ihrer Mutter zeigten, wenn sie im Kloster zu Besuch war.
In den Apophthegmata Patrum finden sich mehr als hundert Aussprüche, die ihm zugeschrieben werden. Poimen hatte eine große Zahl an Schülern, die sich in ihren Aussprüchen ausdrücklich auf Poimen berufen.

## Zitate
- Oftmals sagte der Altvater Poimen: „Wir brauchen nichts als einen wachsamen Sinn.“ (Apophthegmata Patrum 709)
- Altvater Poimen sagte: „Viele von den Vätern waren tapfer in der Askese, aber im Feingefühl nur einer – nur einer!“ (Apophthegmata Patrum 680)
- Abbas Poimen sprach wiederum: „Eigenwille und Bequemlichkeit und die Gewöhnung daran bringen den Menschen ins Verderben.“ (Apophthegmata Patrum 657)
- Von Abbas Pior erzählte Abbas Poimen, dass er jeden Tag einen Anfang machte. (Apophthegmata Patrum 659)
- Abbes Poimen sprach: „Der Sieg über jede Plage, die über dich kommt, ist das Schweigen.“ (Apophthegmata Patrum 611)
- Abbas Poimen sprach wiederum: „Da ist ein Mensch, der scheint zu schweigen, aber sein Herz verurteilt andere. Ein solcher redet in Wirklichkeit ununterbrochen. Und da ist ein anderer, der redet von der Frühe bis zum Abend, und doch bewahrt er das Schweigen, das heißt, er redet nichts Nutzloses.“ (Apophthegmata Patrum 601)
- Wiederum sprach Abbas Poimen: „Der Anfang der Übel ist die Zerstreuung.“ (Apophthegmata Patrum 617)